# دانی رادریک
دانی رادریک (انگلیسی: Dani Rodrik؛ زادهٔ ۱۴ اوت ۱۹۵۷) اقتصاددان ترک و استاد آلبرت هرشمن علوم اجتماعی در مؤسسه مطالعات پیشرفته در پرینستون، نیوجرسی است. او پیشتر عضو هیئت علمی مدرسه کندی هاروارد در دانشگاه هاروارد بود. او در زمینه‌های اقتصاد بین‌الملل، توسعه اقتصادی، و اقتصاد سیاسی انتشارات گسترده‌ای داشته است. تحقیق او متمرکز بر این پرسش است که چه چیز سیاست اقتصاد خوب را تشکیل می‌دهد و چرا بعضی دولت‌ها در تطبیق خود با آن از بقیه موفقترند. او در حال حاضر رئیس انجمن بین‌المللی اقتصاد است. آخرین کتاب رادریک رک‌گویی دربارهٔ تجارت: ایده‌هایی برای اقتصاد جهانی معقول (به انگلیسی: Straight Talk on Trade: Ideas for a Sane World Economy) نام دارد.